# Bonaldo Giaiotti
Bonaldo Giaiotti   (Ziracco, 25 de desembre de 1932 - Milà, 12 de juny de 2018) va ser un baix operístic italià, especialment associat amb el repertori d'aquest país.
Estudià a la seva ciutat nativa i més tard a Milà amb Alfredo Starno, i hi debutà al Teatro Nuovo el 1957. Després de cantar amb èxit diverses òperes a Itàlia, va fer el seu debut americà a Cincinnati, com a Basilio a El barber de Sevilla, el 1959.
A l'any següent, el 24 d'octubre de 1960 feu el seu debut a la Metropolitan Opera de Nova York, i romangué 25 anys a la companyia, cantant-hi uns 30 papers en més de 300 actuacions, fent de Raimondo a Lucia di Lammermoor, Ramfis a Aida o Timur a Turandot. També va cantar de Padre Guardiano a La forza del destino, Felip II a Don Carlo, Ferrando a Il trovatore, Miller a Luisa Miller, Zaccaria a Nabucco, Giorgio a I puritani, Alvise a La Gioconda, Rei Heinrich a Lohengrin, etc.
També va fer aparicions com a convidat en altres teatres importants, com l'Òpera Lírica de Chicago, l'Òpera Garnier de París, l'Òpera de l'Estat de Viena, el Gran Teatre del Liceu de Barcelona, l'Òpera de Zúric, la Royal Opera House de Londres, etc. Des de 1963 fins a 1995, fou convidat regularment al Festival de Verona, on hi destacà interpretant-hi l'Attila de Verdi el 1985. Sorprenentment, no debutà a La Scala de Milà fins al 1986, com a Comte Rodolfo a La sonnambula.
Giaiotti també cantà papers no italians, notablement el Gran Sacerdot a Die Königin von Saba de Károly Goldmark (el 1991 al Teatro Regio de Torí, Cléomer a Esclarmonde de Massenet (gener de 1993, al Teatro Massimo, Cardenal de Brogni a La Juive de Halévy, i l'anabaptista a Le Prophète de Meyerbeer, i, una vegada més el Rei Heinrich a Lohengrin de Richard Wagner (el 1976 i 1980 a la Metropolitan Opera).
La seva veu uniformement produïda, bonica i sonora el feia un dels baixos davanters de la seva generació.